# Koolbladroller
De koolbladroller (Clepsis spectrana) is een vlinder uit de familie Tortricidae, de bladrollers. De spanwijdte van de vlinder bedraagt tussen de 16 en 22 millimeter. De soort overwintert als ei. Het diertje komt verspreid over Europa voor.

## Waardplanten
De koolbladroller heeft allerlei kruidachtige planten, waaronder koolsoorten, en zelfs ook struiken en bomen als waardplanten.

## Voorkomen in Nederland en België
De koolbladroller is in Nederland en in België een algemene soort, die verspreid over het hele gebied kan worden gezien. De soort kent twee generaties, die vliegen van eind april tot in september.